# Glavonoid
Glavonoid ist der Markenname für einen polyphenolreichen, standardisierten Pflanzenextrakt, der aus den Wurzeln oder Wurzelstöcken der Süßholzpflanze (Lakritze) gewonnen wird. Der Extrakt wurde im November 2011 als neuartiges Lebensmittel („Novel Food“) von der EU-Kommission zugelassen für den Einsatz als Lebensmittelzutat in funktionellen Lebensmitteln oder in Nahrungsergänzungsmitteln.

## Beschreibung und Verwendung
Glavonoid ist eine dunkelbraune ölige Flüssigkeit, die circa 30 % Polyphenole enthält, standardisiert auf 3 % Glabridin. Glavonoid wird gewonnen, indem die Wurzeln oder Wurzelstöcke der Süßholzpflanze (Glycyrrhiza glabra) zunächst mit Ethanol ausgezogen (extrahiert) werden und der gewonnene ethanolische Extrakt sodann mit  mittelkettigen Triglyceriden ausgezogen wird. Der Extrakt ist frei von Glycyrrhizin, welches kortikoidartige Wirkungen aufweist. Kohlenhydrate, Proteine, Wasser und Veraschungsrückstände sind höchstens in Spuren vorhanden. Die Süßholzpflanze gehört zur Familie der Hülsenfrüchtler (Fabaceae). Sie hat eine weit zurück reichende Geschichte des menschlichen Verzehrs; so wurden zum Beispiel die Wurzeln als Munderfrischer gekaut oder als Süßungsmittel bei Bonbons und Konfekt eingesetzt.
Die in Glavonoid  enthaltenen Flavonoide wie z. B. Glabridin sollen den körpereigenen Fettstoffwechsel aktivieren und die Fettneubildung unterdrücken. Durch den regulatorischen Status können Hersteller entsprechende Produkte zur „Gewichtskontrolle“ und „Body Shaping“ in den Markt bringen.
Glavonoid eignet sich als Zusatz zu funktionellen Lebensmitteln wie Milch-, Joghurt-, Frucht- oder Gemüsedrinks, kann aber auch in Nahrungsergänzungsmitteln zum Einsatz kommen. Die Zufuhr ist auf 120 mg pro Tag zu beschränken. Glavonoid wurde von der japanischen Firma Kaneka Nutrients entwickelt.

## Sicherheit
Auf Ersuchen der Europäischen Kommission hat das für diätetische Produkte, Ernährung und Allergien (NDA) zuständige Gremium der europäischen Behörde für Lebensmittelsicherheit (EFSA) ein wissenschaftliches Gutachten über die Sicherheit von Glavonoid als Lebensmittelzutat erstellt. Das Ergebnis war, dass Glavonoid für die erwachsene Durchschnittsbevölkerung bei einer Aufnahme von bis zu 120 mg pro Tag unbedenklich ist.

## Wirkung
Das in Glavonoid enthaltene Glabridin soll auf zweifache Weise im Fettstoffwechsel wirken: Zum einen regt es den körpereigenen Fettabbau an durch die Steigerung der
Enzymaktivität der β-Oxidation, zum anderen hemmt es den Fettaufbau durch die Hemmung der Enzymaktivität der Lipidsynthese.

### Mechanismus
Glabridin wirkt als Agonist am Peroxisom-Proliferator-aktivierten Rezeptory (PPARy). Dieser Rezeptor ist an der Regulation verschiedener Mechanismen im Kohlenhydrat- und Fettstoffwechsel beteiligt und spielt beispielsweise bei der Entstehung des metabolischen Syndroms eine Rolle. Die Aktivierung von PPA-Rezeptoren wird therapeutisch bereits genutzt in der Behandlung von Diabetes und von Fettstoffwechselstörungen.

### Studien
In Tierstudien konnte gezeigt werden, dass Flavonoide aus der Süßholzpflanze
- bei fettleibigen diabetischen KK-AY Mäusen die abdominale Fetteinlagerung hemmen und einen Anstieg des Blutzuckerspiegels unterdrücken,[4]
- bei Mäusen mit diätetisch erzeugter Adipositas die abdominale Fetteinlagerung, Fetteinlagerung in mesenterialen Fettzellen, Einlagerung von Lipidtropfen in Leberzellen und Zunahme des Körpergewichts hemmen und auf die hepatische Genexpression wirken (Regulation von Genen für β-Oxidation und Fettsäuresynthese).[5]

Ferner konnte in vitro eine Stimulation der humanen Adipozytendifferenzierung festgestellt werden.
In einer RCT-Studie an 81 übergewichtigen Probanden wurde unter Gabe verschiedener Flavonoiddosen (300, 600 oder 900 mg eines auf 1 % Glabridin  standardisierten Extrakts pro Tag) innerhalb von 8 Wochen eine signifikante Abnahme der Körperfettmasse festgestellt gegenüber Placebo. Unter der höchsten Dosis wurde darüber hinaus eine signifikante Reduktion des viszeralen Fettanteils beobachtet.
Eine placebokontrollierte Studie über 12 Wochen an 20 Probanden mit einem metabolischen Syndrom (tägliche Dosis 200 mg Glavonoid) ergab eine signifikante Reduktion des Körpergewichts und ein verbessertes LDL-HDL-Verhältnis.